# مقاطعة كلينتون (إنديانا)
مقاطعة كلينتون (بالإنجليزية: Clinton County, Indiana)‏ هي إحدى مقاطعات ولاية إنديانا في الولايات المتحدة. تأسست سنة 1830، بلغ عدد سكانها 33224 نسمة في عام 2010 حسب إحصاء مكتب تعداد الولايات المتحدة وتصل الكثافة السكانية فيها 31.67 نسمة/كم2.

## وصلات خارجية
- United States Counties